# 那貴人
那貴人（なきじん、道光5年6月21日（1825年8月5日） - 同治4年7月20日（1865年9月9日））は、清の道光帝の妃嬪。姓は輝発那拉氏または那氏。内務府正白旗漢軍托永武管領の出身。父は藍翎長に任じられていた那俊。

## 生涯
八旗選秀により選ばれて入宮した。
道光帝19年（1839年）、琭常在に封じられる。
翌道光20年（1840年）11月17日には、琭貴人に晋封されているが、更にその翌年の道光21年（1841年）3月18日には何らかの理由で琭常在に降格されている。
その4年後の道光25年（1845年）10月27日再降格させられた上、封号を外され、那答応となっている。
道光30年（1850年）、道光帝の崩御により即位した咸豊帝により、皇考那常在に尊封され、咸豊11年には咸豊帝の崩御により即位した同治帝により、皇祖那貴人に尊封された。
同治4年7月20日（1865年9月9日)、壽安宮で薨去し、慕陵の妃園寝に荘順皇貴妃とともに陪葬された。

## 伝記資料
- 『清史稿』